# Konflikty zbrojne w historii Polski

Bitwa pod Grunwaldem – jedna z najsłynniejszych bitew w historii Polski

Lista konfliktów zbrojnych w dziejach Polski w układzie chronologicznym i podziale na okresy.
Legenda:
     zwycięstwo Polski
     klęska Polski
     inny wynik – konflikt nierozstrzygnięty, wynik nieustalony z różnych względów
     konflikt trwający

## Polska Piastów
| Czas | Konflikt | I strona                                                 | II strona                                        | Rezultat                                |
| --- | --- | -------------------------------------------------------- | ------------------------------------------------ | --------------------------------------- |
| 963 | walki Gerona ze Słowianami | Polska                                                   | Marchia Wschodnia                                | klęska Mieszka I                        |
| 967 | wojna polsko-wielecka - wyprawa Mieszka I na Pomorze Zachodnie | Polska Czechy                                            | Wolinianie Wichman Młodszy Wieleci               | zwycięstwo Polski                       |
| 972 - 972 | walki o Pomorze Zachodnie - bitwa pod Cedynią | Polska                                                   | Marchia Łużycka                                  | zwycięstwo Polski                       |
| 979 | wyprawa Ottona II na Polskę (?) | Polska                                                   | Cesarstwo                                        | zwycięstwo Polski                       |
| 981 | wyprawa polska na Pomorze Gdańskie | Polska                                                   | Pomorze Gdańskie                                 | zwycięstwo Polski                       |
| 981 | wyprawa ruska na Grody Czerwieńskie | Polska                                                   | Ruś Kijowska                                     | klęska Polski                           |
| 985 | najazd sasko-polski na Wieletów | Polska Cesarstwo                                         | Wieleci                                          | zwycięstwo Polski i Sasów               |
| 988–990 | wojna polsko-czeska (988–990) | Polska                                                   | Czechy                                           | zwycięstwo Polski                       |
| 992 | najazd niemiecko-polski na Wieletów | Polska Cesarstwo                                         | Wieleci                                          | zwycięstwo Cesarstwa i Polski           |
| 995 | najazd niemiecko-polski na Obodrytów | Polska Cesarstwo                                         | Obodryci                                         | zwycięstwo Cesarstwa i Polski           |
| 1002–1005 - 1005 | wojna polsko-niemiecka (1002–1005) - bitwa nad Sprewą | Polska                                                   | Cesarstwo Czechy Wieleci                         | pokój w Poznaniu                        |
| 1007–1013 - 1012 | wojna polsko-niemiecka (1007–1013) - oblężenie Lubusza | Polska                                                   | Cesarstwo                                        | zwycięstwo Polski - pokój w Merseburgu  |
| 1013 | wyprawa Bolesława Chrobrego na Ruś | Polska Cesarstwo Pieczyngowie                            | Ruś Kijowska                                     | nierozstrzygnięta                       |
| 1015 | wyprawa Bolesława Chrobrego do Prus | Polska                                                   | Prusowie Jaćwingowie                             | zwycięstwo Polski                       |
| 1015–1018 - 1015 - 1015 - 1015 - 1015 - 1015 - 1017                                                                              | wojna polsko-niemiecka (1015–1018) - bitwa pod Ciani - bitwa pod Krosnem Odrzańskim - bitwa na ziemi Dziadoszan - bitwa pod Budziszynem - oblężenie Miśni - obrona Niemczy | Polska                                                   | Cesarstwo                                        | zwycięstwo Polski - pokój w Budziszynie |
| 1018–1019 - 1018 | wyprawa Bolesława Chrobrego na Kijów - bitwa pod Wołyniem | Polska Cesarstwo Światopełk Węgry Pieczyngowie           | Ruś Kijowska Waregowie                           | zwycięstwo Polski                       |
| 1022 | wyprawa Jarosława Mądrego na Brześć | Polska                                                   | Ruś Kijowska                                     | zwycięstwo Polski                       |
| 1028–1031 - 1029 | wojna polsko-niemiecka (1028–1031) - oblężenie Budziszyna | Polska Węgry                                             | Cesarstwo Bezprym Czechy Ruś Kijowska            | klęska Polski                           |
| 1031–1032 | reakcja pogańska i powstanie ludowe | Bezprym                                                  | lud możni                                        | klęska Bezpryma                         |
| 1038–1047 - 1047 | reakcja pogańska i powstanie ludowe - bitwa Kazimierza I z Miecławem | Kazimierz I Odnowiciel Cesarstwo Ruś Kijowska            | lud możni Państwo Miecława                       | zwycięstwo Kazimierza                   |
| 1038–1039 | najazd Brzetysława I na Polskę | Polska                                                   | Czechy                                           | klęska Polski                           |
| 1042 | wyprawa Kazimierza I na Małopolskę | Polska                                                   | Czechy                                           | zwycięstwo Polski                       |
| 1047 | wyprawa Kazimierza I na Śląsk | Polska                                                   | Czechy                                           | zwycięstwo Polski                       |
| 1050 | wyprawa Kazimierza I na Śląsk | Polska                                                   | Czechy                                           | zwycięstwo Polski                       |
| 1051 | wyprawa niemiecko-polska na Węgry | Polska Cesarstwo                                         | Węgry                                            | zwycięstwo Cesarstwa i Polski           |
| 1060 | najazd Bolesława II na Czechy - oblężenie grodu Hradec | Polska                                                   | Czechy                                           | klęska Polski                           |
| 1060 | walki o tron węgierski - bitwa pod Mosony | Bela I Polska                                            | Andrzej I                                        | zwycięstwo Beli                         |
| 1069 | wyprawa Bolesława II na Ruś | Polska                                                   | Ruś Kijowska                                     | zwycięstwo Polski                       |
| 1072 | najazd Bolesława II na Czechy | Polska                                                   | Czechy                                           | zwycięstwo Polski                       |
| 1077–1079 | walki wewnętrzne | Bolesław II Szczodry                                     | buntownicy, możni                                | klęska Bolesława                        |
| 1086 | wyprawa węgierska na Kraków | Polska                                                   | Węgry                                            | klęska Polski                           |
| 1090–1092 - 1090 - 1091 - 1091                                                                                                   | 4 wyprawy na Pomorze Zachodnie - oblężenie Nakła - bitwa nad Brdą - bitwa pod Drzycimiem | Polska Czechy                                            | Pomorze Zachodnie                                | klęska Polski                           |
| 1092 | najazd Rusinów i Połowców na Polskę | Polska                                                   | Ruś Kijowska                                     | klęska Polski                           |
| 1093–1100 - 1096 | walki Władysława Hermana i Sieciecha ze Zbigniewem i Bolesławem - bitwa nad Gopłem | Władysław Herman Palatyn Sieciech Czechy                 | Zbigniew Bolesław                                | klęska Władysława i Sieciecha           |
| 1099 | wyprawa Władysława na Halicz | Polska                                                   | Księstwo Halickie                                | nierozstrzygnięta                       |
| 1100 | najazd Pomorzan na Polskę | Polska                                                   | Pomorze Zachodnie                                | zwycięstwo Polski                       |
| 1101 | najazd Połowców na Polskę | Polska                                                   | Ruś Kijowska                                     | klęska Polski                           |
| 1103–1123 - 1121 | 14 wypraw Bolesława na Pomorze - bitwa pod Niekładzem | Polska Dania                                             | Pomorzanie                                       | zwycięstwo Polski                       |
| 1103–1108 | walki wewnętrzne | Bolesław III Krzywousty Węgry Ruś                        | Zbigniew Czechy                                  | zwycięstwo Bolesława                    |
| 1108 | najazd Bolesława III na Prusy | Polska                                                   | Prusowie                                         | zwycięstwo Polski                       |
| 1108–1109 | 3 najazdy Pomorzan na Polskę | Polska                                                   | Pomorze Zachodnie                                | zwycięstwo Polski                       |
| 1108 | najazd Morawian na Śląsk - bitwa pod Raciborzem | Polska                                                   | Czechy                                           | zwycięstwo Polski                       |
| 1108 | wyprawa Bolesława III na Czechy | Polska                                                   | Czechy                                           | zwycięstwo Polski                       |
| 1109 | wojna polsko-niemiecka - obrona Głogowa - Bitwa pod Nakłem - oblężenie Wrocławia - bitwa na Psim Polu | Polska                                                   | Cesarstwo Czechy                                 | zwycięstwo Polski                       |
| 1109–1114 - 1110 | 3 wyprawy Bolesława III na Czechy - bitwa nad Trutiną | Polska                                                   | Czechy                                           | zwycięstwo Polski                       |
| 1110 | najazd Zbigniewa i Czechów na Śląsk | Polska                                                   | Czechy                                           | klęska Polski                           |
| 1110–1111 | najazd Bolesława na Prusy | Polska                                                   | Prusowie                                         | zwycięstwo Polski                       |
| 1117 | bunt Skarbimira | Polska                                                   | Skarbimir                                        | zwycięstwo Polski                       |
| 1121–1124 - 1124 | walki na Rusi - bitwa pod Wilichowem | Polska Ruś Kijowska Czechy Węgry                         | Księstwo Halickie                                | zwycięstwo Polski                       |
| 1120 | najazd Rusinów i Połowców na Polskę | Polska                                                   | Ruś Kijowska                                     | klęska Polski                           |
| 1126 | najazd Węgrów na Polskę | Polska                                                   | Węgry                                            | klęska Polski                           |
| 1127 | najazd Polaków na Węgry | Polska                                                   | Węgry                                            | zwycięstwo Polski                       |
| 1131–1134 | 6 najazdów Czechów na Śląsk | Polska                                                   | Czechy                                           | klęska Polski                           |
| 1132 | wyprawa Bolesława III na Węgry - bitwa nad rzeką Sajo | Polska                                                   | Węgry                                            | klęska Polski                           |
| 1135 | walki na Rusi | Polska                                                   | Księstwo Halickie                                | zwycięstwo Polski                       |
| 1144–1320 - 1144 - 1146 - 1195 - 1228 - 1228 - 1228 - 1243 - 1243 - 1246 - 1259 - 1273 - 1277 - 1285 - 1288 - 1289 - 1292 - 1313 | walki pomiędzy książętami dzielnicowymi - bitwa nad bagnami Pilicy - oblężenie Poznania - bitwa nad Mozgawą - bitwa pod Studnicą - bitwa pod Skałą - bitwa pod Wrocieryżem - bitwa pod Międzyborzem - bitwa pod Suchodołem - bitwa pod Zaryszowem - bitwa w lesie Soleckim - bitwa pod Bogucinem - bitwa pod Stolcem - bitwa pod Bogucicami - bitwa pod Łagowem - bitwa pod Siewierzem - oblężenie Sieradza - bitwa pod Kłeckiem | książęta dzielnicowi                                     | książęta dzielnicowi                             | osłabienie i rozbicie wewnętrzne kraju  |
| 1139–1142 | walki mazowiecko-ruskie | Bolesław IV Kędzierzawy                                  | Ruś                                              | klęska Bolesława                        |
| 1144–1146 | 2 wyprawy polsko-ruskie na Halicz | Władysław II Wygnaniec Ruś Kijowska                      | Księstwo Halickie                                | zwycięstwo Rusinów i Polaków            |
| 1146 | wojna polsko-niemiecka | Mieszko III Stary                                        | Cesarstwo Czechy                                 | zwycięstwo Mieszka                      |
| 1147 | krucjata Albrechta Niedźwiedzia i Mieszka III na Słowian Połabskich | Mieszko III Stary Marchia Północna                       | Wieleci                                          | zwycięstwo krucjaty                     |
| 1147 | najazd Bolesława Kędzierzawego na Prusy | Bolesław IV Kędzierzawy Ruś                              | Prusowie                                         | zwycięstwo Bolesława                    |
| 1154–1155 | krucjata Henryka Sandomierskiego do Palestyny | rycerstwo polskie                                        | Saraceni                                         | zwycięstwo Henryka                      |
| 1157 | wojna polsko-niemiecka | Bolesław IV Kędzierzawy                                  | Cesarstwo                                        | klęska Polski - pokój krzyszkowski      |
| 1166 | najazd Bolesława Kędzierzawego na Prusy | Bolesław IV Kędzierzawy                                  | Prusowie                                         | klęska Bolesława                        |
| 1180 | walki księcia drohiczyńsko-brzeskiego Wasylka o Brześć | Księstwo Drohiczyńskie Kazimierz II Sprawiedliwy         | Ruś                                              | zwycięstwo Kazimierza                   |
| 1182–1183 - 1182 | walki Kazimierza Sprawiedliwego o Brześć - bitwa o Bełz | Kazimierz II Sprawiedliwy                                | Ruś                                              | zwycięstwo Kazimierza                   |
| 1184 | wyprawa Fryderyka Barbarossy na Polskę | Kazimierz II Sprawiedliwy                                | Cesarstwo                                        | nierozstrzygnięta                       |
| 1187 | najazd ruski na Małopolskę | Kazimierz II Sprawiedliwy                                | Księstwo Halickie                                | klęska Kazimierza                       |
| 1189 | wyprawa Kazimierza na Halicz | Kazimierz II Sprawiedliwy                                | Węgry Księstwo Halickie                          | zwycięstwo Kazimierza                   |
| 1194 | najazd Kazimierza na Jaćwingów - bitwa pod Drohiczynem - bitwa na ziemi jaćwieskiej | Kazimierz II Sprawiedliwy                                | Jaćwingowie                                      | zwycięstwo Kazimierza                   |
| 1199 | wyprawa Leszka Białego na Halicz | Leszek Biały                                             | Księstwo Halickie                                | zwycięstwo Leszka                       |
| 1205 | wyprawa księcia kijowskiego Romana Halickiego na Polskę - bitwa pod Zawichostem | Leszek Biały                                             | Księstwo Halickie                                | zwycięstwo Leszka                       |
| 1206 | wyprawa Leszka Białego na Ruś | Leszek Biały Konrad I mazowiecki                         | Księstwo Halickie                                | zwycięstwo Leszka                       |
| 1207 | wyprawa Leszka Białego na Ruś | Leszek Biały Konrad I mazowiecki                         | Księstwo Halickie                                | zwycięstwo Leszka                       |
| 1209–1211 - 1209 | I wojna o Lubusz - bitwa pod Lubuszem | Henryk I Brodaty Władysław III Laskonogi                 | Marchia Łużycka                                  | zwycięstwo Henryka                      |
| 1214 | wyprawa Leszka Białego na Włodzimierz Wołyński | Leszek Biały Węgry                                       | Księstwo Halickie                                | zwycięstwo Leszka                       |
| 1215 | wyprawa Węgrów na Polskę | Leszek Biały                                             | Węgry                                            | klęska Leszka                           |
| 1218–1221 | wojna polsko-węgiersko-ruska | Leszek Biały Węgry                                       | Księstwo Halickie                                | klęska Leszka                           |
| 1219–1222 - 1220 | 3 najazdy pruskie na Mazowsze - bitwa Mazowszan z Prusami | Konrad I mazowiecki                                      | Prusowie                                         | klęska Konrada                          |
| 1222–1223 | 2 najazdy polskie na Prusy | książęta dzielnicowi                                     | Prusowie                                         | klęska Polski                           |
| 1224 | wojna polsko-ruska | Leszek Biały Węgry                                       | Księstwo Halickie                                | zwycięstwo Leszka                       |
| 1225 | najazd pruski na Mazowsze | Konrad I mazowiecki                                      | Prusowie                                         | klęska Konrada                          |
| 1225–1230 | II wojna o Lubusz | Henryk I Brodaty                                         | Turyngia                                         | zwycięstwo Henryka                      |
| 1234 | krucjata polsko-krzyżacka na Prusy - bitwa nad Dzierzgonią | książęta dzielnicowi zakon krzyżacki                     | Prusowie                                         | zwycięstwo polsko-niemieckie            |
| 1236–1237 - 1236 | walki Konrada mazowieckiego z Księstwem Halickim - bitwa pod Czerwieniem | Konrad I mazowiecki                                      | Księstwo Halickie                                | klęska Konrada                          |
| 1238–1240 - 1239 | III wojna o Lubusz - bitwa pod Lubuszem | Henryk II Pobożny                                        | Brandenburgia                                    | zwycięstwo Henryka                      |
| 1241 | I najazd mongolski na Polskę - bitwa pod Turskiem - bitwa pod Tarczkiem - bitwa pod Chmielnikiem - bitwa pod Raciborzem - bitwa pod Opolem - bitwa pod Legnicą | książęta dzielnicowi zakony rycerskie                    | imperium mongolskie                              | klęska Polski                           |
| 1247–1252 | walki Przemysła I z Brandenburgią | Przemysł I                                               | Brandenburgia                                    | zwycięstwo Przemysła                    |
| 1248–1255 | 3 najazdy na Jaćwingów | Bolesław V Wstydliwy Siemowit I Księstwo Halickie        | Jaćwingowie                                      | zwycięstwo Bolesława                    |
| 1259 | II najazd mongolski na Polskę | Bolesław V Wstydliwy                                     | imperium mongolskie                              | klęska Polski                           |
| 1260 | wojna czesko-węgierska - bitwa pod Kressenbrunn | Czechy Śląsk inne                                        | Węgry Polska inne                                | zwycięstwo Czech                        |
| 1262 | najazd litewski na Mazowsze - Oblężenie Jazdowa | Siemowit I                                               | Litwa                                            | klęska Siemowita                        |
| 1264 | walki z Jaćwieżą - bitwa pod Brańskiem | Bolesław V Wstydliwy                                     | Jaćwingowie                                      | zwycięstwo Bolesława                    |
| 1265–1278 - 1278 | walki z Brandenburgią - bitwa pod Myśliborzem (Soldinem) | Bolesław Pobożny Przemysł II                             | Brandenburgia                                    | zwycięstwo Bolesława                    |
| 1278 | walki o tron czeski - bitwa pod Suchymi Krutami | Przemysł Ottokar II Bolesław V Wstydliwy Henryk IV Prawy | Rudolf I Habsburg                                | klęska Przemysła                        |
| 1280 | wojna Leszka Czarnego z Rusią Halicką - bitwa pod Goźlicami | Leszek Czarny                                            | Księstwo Halickie                                | zwycięstwo Leszka                       |
| 1282–1283 - 1282 - 1282 | 3 najazdy jaćwińsko-litewskie na Polskę - bitwa nad Narwią - bitwa pod Rowinami | Leszek Czarny                                            | Jaćwingowie Litwa                                | zwycięstwo Leszka                       |
| 1287–1288 - 1287 - 1287 - 1288                                                                                                   | III najazd mongolski na Polskę - bitwa pod Łagowem - bitwa nad Dunajcem - bitwa pod Starym Sączem | Leszek Czarny                                            | imperium mongolskie                              | nierozstrzygnięta                       |
| 1291–1306 - 1294 | 6 najazdów Witenesa na Mazowsze - bitwa pod Trojanowem | książęta dzielnicowi                                     | Litwa                                            | klęska Polski                           |
| 1296 | wyprawa Brandenburczyków na Rogoźno | Przemysł II                                              | Brandenburgia                                    | klęska Przemysła                        |
| 1308 | wyprawa Brandenburczyków na Gdańsk | Władysław I Łokietek                                     | Brandenburgia                                    | klęska Władysława                       |
| 1308 | zajęcie Gdańska przez zakon krzyżacki | Władysław I Łokietek                                     | zakon krzyżacki                                  | klęska Władysława                       |
| 1309 | zajęcie Świecia przez zakon krzyżacki | Władysław I Łokietek                                     | zakon krzyżacki                                  | klęska Władysława                       |
| 1311–1312 | bunt wójta Alberta | Władysław I Łokietek                                     | niemieccy mieszczanie księstwo opolskie          | zwycięstwo Władysława                   |
| 1316 | walki polsko-brandenburskie w Wielkopolsce | Władysław I Łokietek                                     | Brandenburgia                                    | zwycięstwo Władysława                   |
| 1323 | wyprawa polsko-węgierska na Ruś | Polska Węgry                                             | Księstwo Halickie                                | zwycięstwo Polski i Węgier              |
| 1323 | najazd Władysława Łokietka na Płock | Polska                                                   | Płock                                            | zwycięstwo Polski                       |
| 1326–1329 | wojna polsko-brandenburska | Polska Litwa                                             | Brandenburgia                                    | zwycięstwo Polski                       |
| 1327–1332 - 1327 - 1327 - 1331 - 1331 - 1331 - 1331 - 1332                                                                       | wojna polsko-czesko-krzyżacka - bitwa pod Kowalem - bitwa pod Gostyninem - bitwa pod Płowcami - bitwa pod Koninem - bitwa pod Pyzdrami - obrona łuku Warty - oblężenie Brześcia Kujawskiego | Polska Litwa Węgry                                       | zakon krzyżacki Czechy Mazowsze                  | nierozstrzygnięta                       |
| 1332 | wyprawa Kazimierza Wielkiego na Głogów | Polska                                                   | Głogów                                           | zwycięstwo Polski                       |
| 1337 | najazd litewski na Mazowsze - Bitwa pod Pułtuskiem | Mazowsze                                                 | Litwa                                            | zwycięstwo Polski                       |
| 1340–1392 - 1340 - 1340 - 1341 - 1350 - 1368 - 1376                                                                              | wojna o księstwo halicko-włodzimierskie - oblężenie Lwowa - bitwa nad Wisłą - bitwa pod Lublinem - bitwa pod Żukowem - najazd litewski na Mazowsze - najazd litewski na Polskę | Polska Mazowsze Węgry                                    | Księstwo Halickie Litwa Tatarzy                  | zwycięstwo Polski                       |
| 1343 | walki o Wschowę - bitwa pod Oleśnicą | Polska                                                   | Głogów                                           | zwycięstwo Polski                       |
| 1345–1348 - 1345 - 1345 - 1345                                                                                                   | wojna polsko-czeska - oblężenie Żor - oblężenie Krakowa - bitwa pod Lelowem - bitwa pod Pogonią | Polska Litwa Węgry                                       | Czechy                                           | pokój namysłowski                       |
| 1352–1358 | konfederacja Maćka Borkowica | Polska                                                   | Maćko Borkowic, rody wielkopolskie Brandenburgia | zwycięstwo Polski                       |
| 1355 | najazd zakonu na Mazowsze | Polska Mazowsze                                          | zakon krzyżacki                                  | klęska Polski                           |
| 1359 | wyprawa Kazimierza na Mołdawię | Polska                                                   | Mołdawia                                         | klęska Polski                           |
| 1368 | wyprawa Kazimierza na Mołdawię | Polska                                                   | Mołdawia                                         | klęska Polski                           |
| 1370 | najazd Brandenburgii na Santok i Drezdenko | Polska                                                   | Brandenburgia                                    | klęska Polski                           |
| 1370 | walki o Płock | Polska                                                   | Mazowsze                                         | klęska Polski                           |
| 1375–1376 - 1375 - 1376 | wojna z Władysławem Białym - bitwa pod Gniewkowem - oblężenie Złotorii | Polska                                                   | Władysław Biały                                  | zwycięstwo Polski                       |
| 1381–1385 | wojna Grzymalitów z Nałęczami (wojna domowa w Wielkopolsce) | Grzymalici                                               | Nałęczowie                                       | zwycięstwo Nałęczów                     |
| 1381–1385 | walka Siemowita IV o tron polski | Polska Węgry                                             | Mazowsze                                         | zwycięstwo Polski                       |

## Polska Jagiellonów
| Czas                                                     | Konflikt | I strona                              | II strona                                     | Rezultat                                       |
| -------------------------------------------------------- | --- | ------------------------------------- | --------------------------------------------- | ---------------------------------------------- |
| 1387                                                     | wyprawa Jadwigi na Ruś Halicką | Polska                                | Węgry                                         | zwycięstwo Polski                              |
| 1390–1392                                                | wojna domowa na Litwie | Jagiełło Polska                       | Witold zakon krzyżacki                        | zwycięstwo Jagiełły                            |
| 1391                                                     | walki z Konradem II o Wschowę | Polska                                | Oleśnica                                      | zwycięstwo Polski                              |
| 1391–1401                                                | wojna z Władysławem Opolczykiem | Polska                                | Władysław Opolczyk                            | zwycięstwo Polski                              |
| 1399                                                     | walki ze Złotą Ordą - bitwa nad Worsklą | Litwa Polska zakon krzyżacki Mołdawia | Tatarzy                                       | klęska Polski i Litwy                          |
| 1409–1411 - 1410 - 1410 - 1410                           | Wielka wojna z zakonem krzyżackim - bitwa pod Grunwaldem - oblężenie Malborka - bitwa pod Koronowem                                                           | Polska Litwa                          | zakon krzyżacki Węgry                         | zwycięstwo Polski - I pokój toruński           |
| 1414                                                     | wojna głodowa - oblężenie Brodnicy | Polska Litwa                          | zakon krzyżacki                               | Sobór w Konstancji                             |
| 1422                                                     | wojna golubska | Polska Litwa                          | zakon krzyżacki                               | zwycięstwo Polski - pokój melneński            |
| 1431                                                     | najazd mołdawski na Podole | Polska                                | Mołdawia                                      | zwycięstwo Polski                              |
| 1431–1435/1439 - 1431 - 1432 - 1435                      | wojna polsko-krzyżacka/domowa na Litwie - bitwa pod Dąbkami - bitwa pod Kopystrzyniem - bitwa pod Wiłkomierzem                                                | Polska Husyci Zygmunt Kiejstutowicz   | zakon krzyżacki Świdrygiełło Mołdawia Tatarzy | zwycięstwo Polski - pokój w Brześciu Kujawskim |
| 1435                                                     | interwencja Odrowążów w Mołdawii - bitwa pod Podragą | Polska Eliasz I                       | Stefan II                                     | zwycięstwo Eliasza                             |
| 1438                                                     | walki polsko-czeskie o Śląsk - oblężenie Tabora | Polska Litwa                          | Czechy Węgry                                  | klęska Polski i Litwy                          |
| 1438                                                     | najazd tatarski na Podole | Polska                                | Tatarzy                                       | klęska Polski                                  |
| 1439                                                     | konfederacja Spytka z Melsztyna - bitwa pod Grotnikami | Polska                                | Spytek Melsztyński (1398–1439)                | stłumienie konfederacji                        |
| 1440–1444                                                | wojna litewsko-mazowiecka o Podlasie | Mazowsze                              | Litwa                                         | nierozstrzygnięta                              |
| 1440–1442                                                | wojna domowa na Węgrzech | Władysław III Polska                  | Elżbieta                                      | zwycięstwo Władysława III                      |
| 1444                                                     | wyprawa Władysława III na Turcję - bitwa pod Warną | Polska Węgry                          | Imperium Osmańskie                            | klęska Polski i Węgier                         |
| 1449–1450 - 1450                                         | walki o tron mołdawski - bitwa pod Krasnem | Polska Aleksander II                  | Bogdan II                                     | klęska Aleksandra                              |
| 1450–1454                                                | walki o ziemię oświęcimską | Polska                                | Toszek                                        | zwycięstwo Polski                              |
| 1453                                                     | najazd tatarski na Podole | Polska                                | Tatarzy                                       | zwycięstwo Polski                              |
| 1454–1466 - 1454                                         | wojna trzynastoletnia - bitwa pod Chojnicami | Polska Związek Pruski                 | zakon krzyżacki zakon inflancki Dania         | zwycięstwo Polski - II pokój toruński          |
| 1457–1458                                                | bunt nieopłaconych najemników | Polska                                | Oświęcim najemnicy                            | wypłacenie zaległego żołdu                     |
| 1469                                                     | najazd tatarski na Podole | Polska                                | Tatarzy                                       | klęska Polski                                  |
| 1471                                                     | najazd tatarski na Podole | Polska                                | Tatarzy                                       | klęska Polski                                  |
| 1471–1474                                                | wojna polsko-węgierska | Polska                                | Węgry                                         | nierozstrzygnięta                              |
| 1474                                                     | wyprawa polsko-czeska na Śląsk | Polska Czechy                         | Węgry                                         | klęska Polski i Czech                          |
| 1476–1482 - 1479                                         | wojna o sukcesję głogowską - Bitwa pod Gęstowcem | Polska                                | Brandenburgia                                 | klęska Polski                                  |
| 1476                                                     | wyprawa polska na Prusy | Polska                                | zakon krzyżacki                               | zwycięstwo Polski                              |
| 1478–1479                                                | wojna popia | Polska                                | Mikołaj Tungen zakon krzyżacki                | zwycięstwo Polski                              |
| 1485–1503 - 1487 - 1487 - 1491 - 1497                    | I wojna polsko-turecka - bitwa nad Szawranią - bitwa pod Kopystrzyniem - bitwa pod Zasławiem - bitwa pod Koźminem                                             | Polska Litwa                          | Imperium Osmańskie Mołdawia Tatarzy           | klęska Polski                                  |
| 1490–1492 - 1490–1491 - 1492                             | walki o tron węgierski - bitwa pod Koszycami - bitwa pod Preszowem                                                                                            | Jan Olbracht                          | Władysław II Jagiellończyk                    | zwycięstwo Władysława                          |
| 1495                                                     | wyprawa polska na Płock | Polska                                | Mazowsze                                      | zwycięstwo Polski                              |
| 1500–1503 - 1500                                         | II wojna litewsko-rosyjska - bitwa nad Wiedroszą | Polska Litwa                          | Moskwa                                        | klęska Litwy                                   |
| 1501                                                     | wyprawa polska na Prusy | Polska                                | zakon krzyżacki                               | przerwanie wyprawy przez śmierć króla          |
| 1502–1510 - 1506 - 1509                                  | wojna polsko-mołdawska - bitwa pod Czerniowcami - bitwa pod Chocimiem                                                                                         | Polska                                | Mołdawia                                      | zwycięstwo Polski                              |
| 1506                                                     | Wojna polsko-moskiewska | Polska                                | Moskwa                                        | zwycięstwo Polski                              |
| 1507–1508 - 1508                                         | III wojna litewsko-rosyjska - bitwa pod Orszą | Polska Litwa                          | Moskwa                                        | zwycięstwo Litwy                               |
| 1512                                                     | najazd tatarski na Polskę - bitwa pod Łopusznem | Polska Litwa                          | Tatarzy                                       | zwycięstwo Polski                              |
| 1512–1522 - 1514 - 1518                                  | IV wojna litewsko-moskiewska - bitwa pod Orszą - bitwa pod Połockiem                                                                                          | Polska Litwa                          | Moskwa                                        | klęska Litwy                                   |
| 1516                                                     | najazd tatarski na Podole i Ruś | Polska                                | Tatarzy                                       | klęska Polski                                  |
| 1519                                                     | najazd tatarski na Podole i Ruś - bitwa pod Sokalem | Polska Litwa                          | Tatarzy                                       | klęska Polski                                  |
| 1519–1521                                                | wojna pruska | Polska                                | zakon krzyżacki                               | zwycięstwo Polski - hołd pruski 1525           |
| 1524                                                     | najazd turecko-tatarski na Podole | Polska                                | Imperium Osmańskie Tatarzy                    | zwycięstwo Polski                              |
| 1526                                                     | najazd tatarski na Polskę i Litwę | Polska Litwa                          | Tatarzy                                       | klęska Polski                                  |
| 1528                                                     | najazd Habsburgów na Spisz | Polska                                | Węgry                                         | klęska Polski                                  |
| 1528                                                     | najazd tatarski na Podole | Polska                                | Tatarzy                                       | zwycięstwo Polski                              |
| 1530–1531 - 1530 - 1531 - 1531                           | wojna polsko-mołdawska - bitwa pod Chocimiem - bitwa pod Gwoźdźcem - bitwa pod Obertynem                                                                      | Polska                                | Mołdawia                                      | zwycięstwo Polski                              |
| 1534–1537 - 1534 - 1535                                  | V wojna litewsko-moskiewska - bitwa pod Radohoszczem - oblężenie Staroduba                                                                                    | Polska Litwa                          | Moskwa                                        | nierozstrzygnięta                              |
| 1535                                                     | najazd mołdawski na Podole i Pokucie | Polska                                | Mołdawia                                      | klęska Polski                                  |
| 1537                                                     | wojna kokosza (rokosz lwowski) | Polska                                | szlachta                                      | rozwiązanie rokoszu                            |
| 1538                                                     | najazd mołdawski na Podole i Pokucie - bitwa nad Seretem | Polska                                | Mołdawia                                      | klęska Polski                                  |
| 1549                                                     | najazd tatarski na Wołyń i Ruś Czerwoną | Polska Litwa                          | Tatarzy                                       | klęska Polski                                  |
| 1550                                                     | najazd mołdawski na Bar | Polska                                | Mołdawia                                      | zwycięstwo Polski                              |
| 1552                                                     | interwencja Mikołaja Sieniawskiego w Mołdawii | Polska Aleksander Lăpușneanu          | Jan Joldea                                    | zwycięstwo Aleksandra                          |
| 1557                                                     | wyprawa Zygmunta Augusta na Inflanty | Polska Litwa                          | zakon inflancki                               | zwycięstwo Polski                              |
| 1557                                                     | najazd tatarski na Podole | Polska                                | Tatarzy                                       | klęska Polski                                  |
| 1563-1568                                                | Wojna polsko-szwedzka | Polska Litwa                          | Szwecja                                       | nierozstrzygnięta                              |
| 1561–1570 - 1558–1570 - 1562 - 1564 - 1564 - 1567 - 1568 | I wojna północna - VI wojna litewsko-rosyjska - bitwa pod Newlem - bitwa pod Czaśnikami - bitwa pod Orszą - II bitwa pod Czaśnikami - bitwa morska pod Rewlem | Polska Litwa Dania                    | Rosja Szwecja                                 | pokój w Szczecinie                             |

## Rzeczpospolita Obojga Narodów
| Czas                                                            | Konflikt | I strona                                                                                      | II strona                                          | Rezultat                                               |
| --------------------------------------------------------------- | --- | --------------------------------------------------------------------------------------------- | -------------------------------------------------- | ------------------------------------------------------ |
| 1571                                                            | atak floty duńskiej na flotę polską - bitwa morska koło Helu | Rzeczpospolita                                                                                | Dania                                              | klęska Rzeczypospolitej                                |
| 1572                                                            | wyprawa Mikołaja Mieleckiego na Mołdawię | Rzeczpospolita                                                                                | Turcja Mołdawia                                    | klęska Rzeczypospolitej                                |
| 1575                                                            | najazd tatarski na Ruś Czerwoną i Podole | Rzeczpospolita                                                                                | Chanat Krymski                                     | klęska Rzeczypospolitej                                |
| 1575                                                            | inwazja rosyjska na Inflanty | Rzeczpospolita                                                                                | Rosja                                              | klęska Rzeczypospolitej                                |
| 1576–1577 - 1577                                                | wojna Rzeczypospolitej z Gdańskiem - bitwa pod Lubiszewem | Rzeczpospolita                                                                                | Gdańsk                                             | zwycięstwo Rzeczypospolitej                            |
| 1577                                                            | najazd tatarski na Podole, Ruś Czerwoną i Wołyń | Rzeczpospolita                                                                                | Chanat Krymski                                     | klęska Rzeczypospolitej                                |
| 1577–1582 - 1578 - 1579–1582 - 1579 - 1580 - 1580 - 1581–1582   | I wojna polsko-rosyjska - bitwa pod Kiesią - 3 wyprawy Stefana Batorego - oblężenie Połocka - oblężenie Wielkich Łuk - bitwa pod Toropcem - oblężenie Pskowa                                  | Rzeczpospolita                                                                                | Rosja                                              | zwycięstwo Rzeczypospolitej - rozejm w Jamie Zapolskim |
| 1578                                                            | najazd tatarski na Podole, Ruś Czerwoną i Wołyń | Rzeczpospolita                                                                                | Chanat Krymski                                     | klęska Rzeczypospolitej                                |
| 1587–1588 - 1587 - 1588                                         | wyprawa Maksymiliana Habsburga po koronę polską - oblężenie Krakowa - bitwa pod Byczyną | Rzeczpospolita                                                                                | Austria                                            | klęska Habsburga                                       |
| 1589                                                            | najazd tatarski na ziemie polskie - bitwa pod Baworowem | Rzeczpospolita                                                                                | Chanat Krymski                                     | klęska Rzeczypospolitej                                |
| 1591–1593 - 1593                                                | powstanie Kosińskiego - bitwa pod Piątkiem | Rzeczpospolita                                                                                | Kozacy                                             | stłumienie powstania                                   |
| 1594–1596 - 1596 - 1596 - 1596                                  | powstanie Nalewajki - bitwa pod Białą Cerkwią - bitwa pod Ostrym Kamieniem - bitwa pod Łubniami                                                                                               | Rzeczpospolita                                                                                | Kozacy                                             | stłumienie powstania                                   |
| 1595                                                            | wyprawa Jana Zamoyskiego na Mołdawię - bitwa pod Cecorą - bitwa pod Suczawą | Rzeczpospolita                                                                                | Turcja Chanat Krymski Mołdawia                     | zwycięstwo Rzeczypospolitej                            |
| 1598–1599 - 1598 - 1598 - 1599                                  | wyprawa Zygmunta III Wazy w obronę korony szwedzkiej - bitwa pod Stegeborgiem - bitwa pod Linköping - bitwa nad rzeką Stang                                                                   | Rzeczpospolita                                                                                | Szwecja                                            | klęska Zygmunta                                        |
| 1599–1600 - 1599 - 1600 - 1600                                  | walki z Michałem Walecznym - bitwa pod Șelimbărem - bitwa pod Bukowem - bitwa nad rzeką Argeș                                                                                                 | Rzeczpospolita Jeremi Mohyła                                                                  | Wołoszczyzna Siedmiogród                           | zwycięstwo Rzeczypospolitej                            |
| 1600–1611 - 1605                                                | II wojna polsko-szwedzka - bitwa pod Kircholmem - inne bitwy | Rzeczpospolita                                                                                | Szwecja                                            | nierozstrzygnięta                                      |
| 1604–1606 - 1604 - 1605 - 1606                                  | I dymitriada - bitwa pod Nowogrodem Siewierskim - bitwa pod Dobryniczami - I powstanie antypolskie w Moskwie                                                                                  | szlachta                                                                                      | Rosja                                              | zwycięstwo szlachty                                    |
| 1606                                                            | najazd tatarski na ziemie polskie - bitwa nad Udyczem | Rzeczpospolita                                                                                | Chanat Krymski                                     | zwycięstwo Rzeczypospolitej                            |
| 1606–1609 - 1607                                                | rokosz Zebrzydowskiego - bitwa pod Guzowem | Rzeczpospolita                                                                                | szlachta                                           | stłumienie rokoszu                                     |
| 1607–1610 - 1607 - 1608 - 1608                                  | II dymitriada - bitwa pod Kozielskiem - bitwa pod Bołchowem - bitwa nad Chodynką | szlachta                                                                                      | Rosja                                              | klęska szlachty                                        |
| 1607                                                            | wyprawa Stefana Potockiego na Mołdawię - bitwa pod Ștefănești | Stefan Potocki                                                                                | Mołdawia                                           | zwycięstwo magnatów                                    |
| 1609–1618 - 1609–1611 - 1610 - 1611 - 1612 - 1612 - 1617        | II wojna polsko-rosyjska - oblężenie Smoleńska - bitwa pod Kłuszynem - bitwa pod Moskwą - II antypolskie powstanie w Moskwie - bitwa pod Moskwą - szturm Moskwy                               | Rzeczpospolita                                                                                | Rosja Szwecja                                      | zwycięstwo Rzeczypospolitej - rozejm w Dywilinie       |
| 1612                                                            | wyprawa Stefana Potockiego na Mołdawię - bitwa pod Sasowym Rogiem | Stefan Potocki                                                                                | Turcja Chanat Krymski Mołdawia                     | klęska magnatów                                        |
| 1612                                                            | odwetowe 4 najazdy tatarskie na ziemie polskie - bitwa pod Mezyrowem - bitwa pod Białą Cerkwią                                                                                                | Rzeczpospolita                                                                                | Chanat Krymski                                     | zwycięstwo Rzeczypospolitej                            |
| 1615–1616 - 1615 - 1616 - 1616                                  | wyprawa Samuela Koreckiego na Mołdawię - bitwa pod Chocimiem - bitwa pod Benderami - bitwa pod Sasowym Rogiem                                                                                 | Samuel Korecki                                                                                | Turcja Chanat Krymski Mołdawia                     | klęska Polaków                                         |
| 1617–1618                                                       | III wojna polsko-szwedzka | Rzeczpospolita                                                                                | Szwecja                                            | nierozstrzygnięta                                      |
| 1618                                                            | najazd tatarski na ziemie polskie - bitwa pod Oryninem | Rzeczpospolita                                                                                | Chanat Krymski                                     | klęska Rzeczypospolitej                                |
| 1619                                                            | I odsiecz wiedeńska - bitwa pod Humiennem | Rzeczpospolita                                                                                | Siedmiogród                                        | zwycięstwo Rzeczypospolitej                            |
| 1620–1621 - 1620 - 1621                                         | II wojna polsko-turecka - bitwa pod Cecorą - bitwa pod Chocimiem | Rzeczpospolita Mołdawia                                                                       | Turcja Tatarzy Wołoszczyzna                        | pokój w Chocimiu                                       |
| 1621–1626 - 1622 - 1626                                         | IV wojna polsko-szwedzka - bitwa pod Mitawą - bitwa pod Walmojzą | Rzeczpospolita                                                                                | Szwecja                                            | klęska Rzeczypospolitej                                |
| 1624                                                            | najazd tatarski na ziemie polskie - bitwa pod Martynowem | Rzeczpospolita                                                                                | Chanat Krymski                                     | zwycięstwo Rzeczypospolitej                            |
| 1625                                                            | powstanie Żmajły - bitwa nad Jeziorem Kurukowskim - bitwa nad Cybulikiem | Rzeczpospolita                                                                                | Kozacy                                             | nierozstrzygnięte                                      |
| 1626–1629 - 1626 - 1627                                         | V wojna polsko-szwedzka - bitwa pod Gniewem - bitwa pod Oliwą - inne bitwy | Rzeczpospolita                                                                                | Szwecja                                            | rozejm w Altmarku                                      |
| 1626                                                            | 3 najazdy tatarskie na ziemie polskie - bitwa pod Białą Cerkwią | Rzeczpospolita                                                                                | Chanat Krymski                                     | zwycięstwo Rzeczypospolitej                            |
| 1628                                                            | 5 najazdów tatarskich na ziemie polskie | Rzeczpospolita                                                                                | Chanat Krymski                                     | zwycięstwo Rzeczypospolitej                            |
| 1629                                                            | 5 najazdów tatarskich na ziemie polskie | Rzeczpospolita                                                                                | Chanat Krymski                                     | zwycięstwo Rzeczypospolitej                            |
| 1630                                                            | powstanie Fedorowicza - bitwa pod Korsuniem - bitwa pod Perejasławiem | Rzeczpospolita                                                                                | Kozacy                                             | ugoda perejasławska                                    |
| 1632–1634 - 1632                                                | III wojna polsko-rosyjska - oblężenie Smoleńska | Rzeczpospolita                                                                                | Rosja                                              | pokój w Polanowie                                      |
| 1633–1634 - 1633 - 1633                                         | wojna z Abazy paszą - bitwa pod Sasowym Rogiem - bitwa pod Kamieńcem Podolskim | Rzeczpospolita                                                                                | Turcja Chanat Krymski Wołoszczyzna Mołdawia        | zwycięstwo Polski                                      |
| 1635                                                            | powstanie Sulimy | Rzeczpospolita                                                                                | Kozacy                                             | zwycięstwo Polski                                      |
| 1637                                                            | powstanie Pawluka - bitwa pod Kumejkami | Rzeczpospolita                                                                                | Kozacy                                             | stłumienie powstania                                   |
| 1638                                                            | powstanie Ostranicy - bitwa pod Łubniami - bitwa pod Żowninem - oblężenie nad rzeką Starzec                                                                                                   | Rzeczpospolita                                                                                | Kozacy                                             | stłumienie powstania                                   |
| 1640                                                            | najazd tatarski na ziemie polskie | Rzeczpospolita                                                                                | Chanat Krymski                                     | klęska Rzeczypospolitej                                |
| 1643                                                            | najazd tatarski na ziemie polskie - bitwa nad Surą | Rzeczpospolita                                                                                | Chanat Krymski                                     | zwycięstwo Rzeczypospolitej                            |
| 1644                                                            | najazd tatarski na ziemie polskie - bitwa pod Ochmatowem | Rzeczpospolita                                                                                | Chanat Krymski                                     | zwycięstwo Rzeczypospolitej                            |
| 1645–1646                                                       | najazd polski na ziemie tatarskie | Rzeczpospolita                                                                                | Chanat Krymski                                     | zwycięstwo Rzeczypospolitej                            |
| 1648–1655 - 1648 - 1649 - 1651                                  | powstanie Chmielnickiego - bitwa nad Żółtymi Wodami - obrona Zbaraża - bitwa pod Beresteczkiem - inne bitwy                                                                                   | Rzeczpospolita Tatarzy (1654–1655)                                                            | Kozacy Chanat Krymski (1649–1654)                  | nierozstrzygnięta                                      |
| 1651                                                            | powstanie chłopskie Kostki-Napierskiego | Rzeczpospolita                                                                                | Aleksander Kostka-Napierski                        | stłumienie powstania                                   |
| 1654–1667 - 1655 - 1660                                         | IV wojna polsko-rosyjska - bitwa pod Ochmatowem - bitwa pod Cudnowem - inne bitwy | Rzeczpospolita Tatarzy                                                                        | Rosja Kozacy                                       | rozejm andruszowski                                    |
| 1655–1660 - 1655–1660 - 1655 - 1655 - 1656 - 1656 - 1657 - 1657 | II wojna północna - potop szwedzki - bitwa pod Ujściem - oblężenie Jasnej Góry - bitwa pod Warką - bitwa pod Warszawą - najazd Jerzego II Rakoczego - bitwa pod Czarnym Ostrowem - inne bitwy | Rzeczpospolita Austria Prusy (1655–1656, 1657–1660) Dania-Norwegia Holandia Rosja (1656–1658) | Szwecja Prusy (1656–1657) Kozacy Siedmiogród Rosja | pokój w Oliwie                                         |
| 1665–1666 - 1665 - 1666                                         | rokosz Lubomirskiego - bitwa pod Częstochową - bitwa pod Mątwami | Rzeczpospolita                                                                                | szlachta                                           | nierozstrzygnięta                                      |
| 1666–1671 - 1666 - 1667 - 1671 - 1671                           | wojna polsko-kozacko-tatarska - bitwa pod Ścianą - bitwa pod Podhajcami - bitwa pod Bracławiem - bitwa pod Kalnikiem                                                                          | Rzeczpospolita                                                                                | Chanat Krymski Kozacy                              | nierozstrzygnięta                                      |
| 1672–1676 - 1672 - 1673                                         | III wojna polsko-turecka - oblężenie Kamieńca Podolskiego - bitwa pod Chocimiem - inne bitwy                                                                                                  | Rzeczpospolita                                                                                | Turcja Chanat Krymski                              | rozejm w Żurawnie                                      |
| 1683–1699 - 1683 - 1698                                         | IV wojna polsko-turecka (w ramach Świętej Ligi) - bitwa pod Wiedniem - bitwa pod Podhajcami - inne bitwy                                                                                      | Rzeczpospolita Austria                                                                        | Turcja Chanat Krymski                              | zwycięstwo Rzeczypospolitej - pokój w Karłowicach      |
| 1697                                                            | wyprawa księcia Conti po koronę polską | August II Mocny                                                                               | Franciszek Conti                                   | zwycięstwo Augusta                                     |
| 1700                                                            | wojna domowa na Litwie - bitwa pod Olkienikami | szlachta                                                                                      | Sapiehowie                                         | klęska Sapiehów                                        |
| 1700–1721 - 1702 - 1704–1706 - 1705 - 1706                      | III wojna północna - bitwa pod Kliszowem - wojna domowa w Polsce - bitwa pod Warszawą - bitwa pod Kaliszem - inne bitwy                                                                       | August II Sas Rosja Dania-Norwegia Saksonia Prusy Hanower                                     | Stanisław Leszczyński Szwecja Turcja               | pokój w Nystad                                         |
| 1702–1704                                                       | powstanie Paleja | Rzeczpospolita                                                                                | Kozacy                                             | stłumienie powstania                                   |
| 1715–1716 - 1715 - 1716 - 1716 - 1716 - 1716                    | konfederacja tarnogrodzka - bitwa pod Radogoszczą - bitwa pod Ryczywołem - II bitwa pod Sokalem - bitwa pod Lesznem - bitwa pod Kowalewem                                                     | szlachta                                                                                      | Rosja Saksonia                                     | Sejm niemy                                             |
| 1733–1735 - 1734 - 1734 - 1734                                  | wojna o sukcesję polską - oblężenie Gdańska - bitwa pod Wyszecinem - bitwa pod Miechowem | Stanisław Leszczyński Francja Hiszpania Sabaudia                                              | August III Sas Austria Rosja Saksonia              | pokój wiedeński                                        |
| 1764                                                            | wojna domowa w Rzeczypospolitej | stronnictwo hetmańskie                                                                        | Familia Rosja                                      | klęska stronnictwa hetmańskiego                        |
| 1768–1772 - 1768 - 1768 - 1771                                  | konfederacja barska - oblężenie Baru - koliszczyzna - bitwa pod Lanckoroną - inne bitwy | Stanisław August Poniatowski Rosja                                                            | szlachta Hajdamacy                                 | I rozbiór Polski                                       |
| 1792                                                            | VII wojna polsko-rosyjska - bitwa pod Mirem - bitwa pod Zelwą - bitwa pod Zieleńcami - bitwa pod Dubienką - bitwa pod Brześciem - bitwa pod Markuszowem                                       | Rzeczpospolita                                                                                | Rosja                                              | klęska Rzeczypospolitej - II rozbiór Polski            |
| 1794                                                            | insurekcja kościuszkowska - bitwa pod Racławicami - insurekcja warszawska - insurekcja wileńska - powstanie wielkopolskie - obrona Pragi - inne bitwy                                         | Rzeczpospolita                                                                                | Austria Prusy Rosja                                | klęska Rzeczypospolitej - III rozbiór Polski           |

## Zabory
| Czas                                                                                                  | Konflikt | I strona                                                                                             | II strona                                                                    | Rezultat             |
| --- | --- | --- | ---------------------------------------------------------------------------- | -------------------- |
| 1797–1814 - 1798–1802 - 1806–1807 - 1806 - 1808 - 1809 - 1809 - 1809 - 1812 - 1812 - 1812–1814 - 1813 | wojny napoleońskie - wojna z II koalicją - wojna z IV koalicją – I wojna polska - powstanie wielkopolskie - bitwa pod Somosierrą - wojna z V koalicją - wojna polsko-austriacka - bitwa pod Raszynem - inwazja na Rosję – II wojna polska - bitwa pod Borodino - wojna z VI koalicją - bitwa pod Lipskiem | I Cesarstwo Francuskie Legiony Polskie we Włoszech (1797–1807) Księstwo Warszawskie (1807–1815) inne | Imperium Rosyjskie Królestwo Prus Cesarstwo Austrii Imperium Brytyjskie inne | kongres wiedeński    |
| 1797                                                                                                  | insurekcja Deniski | Joachim Denisko                                                                                      | Cesarstwo Austrii                                                            | stłumienie powstania |
| 1830–1831 - 1831 - 1831 - 1831 - 1831                                                                 | powstanie listopadowe - bitwa o Olszynkę Grochowską - bitwa pod Stoczkiem - bitwa pod Ostrołęką - obrona reduty Ordona - inne bitwy | Królestwo Polskie                                                                                    | Imperium Rosyjskie                                                           | stłumienie powstania |
| 1846                                                                                                  | powstanie krakowskie - bitwa pod Gdowem - powstanie chochołowskie | Polacy                                                                                               | Cesarstwo Austrii                                                            | stłumienie powstania |
| 1846                                                                                                  | powstanie wielkopolskie | Polacy                                                                                               | Królestwo Prus                                                               | stłumienie powstania |
| 1848                                                                                                  | Wiosna Ludów w Polsce - powstanie wielkopolskie - bitwa pod Miłosławiem | Polacy                                                                                               | Cesarstwo Austrii Królestwo Prus                                             | stłumienie powstania |
| 1863–1864 - 1863 - 1863 - 1863                                                                        | powstanie styczniowe - bitwa pod Węgrowem - bitwa pod Siemiatyczami - bitwa pod Salichą - inne bitwy | Polacy                                                                                               | Imperium Rosyjskie                                                           | stłumienie powstania |
| 1866                                                                                                  | powstanie zabajkalskie - bitwa pod Miszychą | Polacy                                                                                               | Imperium Rosyjskie                                                           | stłumienie powstania |
| 1905                                                                                                  | Rewolucja 1905 roku w Królestwie Polskim - powstanie łódzkie | Polacy                                                                                               | Imperium Rosyjskie                                                           | stłumienie powstania |
| 1914–1918 - 1914 - 1914 - 1915 - 1916 - 1917 - 1918 - 1918                                            | I wojna światowa - bitwa pod Krzywopłotami - bitwa pod Łowczówkiem - bitwa pod Rokitną - bitwa pod Kostiuchnówką - bitwa pod Krechowcami - bitwa pod Rarańczą - bitwa pod Kaniowem | Cesarstwo Niemieckie Austro-Węgry Legiony Polskie inne                                               | Imperium Rosyjskie Wielka Brytania Francja WP na Wschodzie inne              | traktat wersalski    |

## Czasy współczesne
| Czas | Konflikt | I strona                                                                 | II strona | Rezultat                                                                              |
| --- | --- | ------------------------------------------------------------------------ | --- | ------------------------------------------------------------------------------------- |
| 1918–1919 - 1918–1919 - 1918 - 1919                                                                          | wojna polsko-ukraińska - obrona Lwowa - walki o Przemyśl - ofensywa czortkowska | Polska · Rumunia                                                         | Zachodnioukraińska Republika Ludowa · Ukraińska Republika Ludowa | zwycięstwo Polski                                                                     |
| 1918–1919 - 1918                                                                                             | powstanie wielkopolskie - bitwa o Ławicę | Naczelna Rada Ludowa Polacy                                              | Rzesza Niemiecka | zwycięstwo Polaków                                                                    |
| 1918–1919 | potyczki polsko-niemieckie | Polska                                                                   | Rzesza Niemiecka | nierozstrzygnięte                                                                     |
| 1919 | zamach stanu | rząd                                                                     | ND | zwycięstwo rządu                                                                      |
| 1919 | wojna polsko-czechosłowacka | Polska                                                                   | Czechosłowacja | Utrata Cieszyna i okolic                                                              |
| 1919–1920/21 - 1919 - 1920 - 1920 - 1920                                                                     | wojna polsko-bolszewicka - zajęcie Wilna - operacja kijowska - bitwa warszawska - bitwa nad Niemnem | Polska · Łotwa · Ukraińska Republika Ludowa                              | Rosyjska FSRR · Ukraińska SRR | traktat ryski                                                                         |
| 1919–1921 - 1919 - 1919 - 1919 - 1920 - 1921 - 1921                                                          | powstania śląskie - powstanie oleskie - I powstanie śląskie - bitwa pod Godowem - II powstanie śląskie - III powstanie śląskie - bitwa w rejonie Góry św. Anny - bitwa pod Olzą                                                                                                | POW Górnego Śląska Polacy                                                | Rzesza Niemiecka | klęska Polaków (I) nierozstrzygnięte (II) zwycięstwo Polaków (III)                    |
| 1919–1920/27 - 1919 - 1920                                                                                   | wojna litewska - powstanie sejneńskie - bunt Żeligowskiego | Polska                                                                   | Litwa | zwycięstwo Polski                                                                     |
| 1923 | powstanie krakowskie | siły rządowe                                                             | robotnicy | stłumienie powstania                                                                  |
| 1926 | Przewrót majowy | rząd, prezydent                                                          | Józef Piłsudski | zwycięstwo Piłsudskiego                                                               |
| 1932 | powstanie leskie | siły rządowe                                                             | partyzantka chłopska | stłumienie powstania                                                                  |
| 1938 | zajęcie Zaolzia | Polska                                                                   | Czechosłowacja | zwycięstwo Polski                                                                     |
| 1939 | II wojna światowa – wojna obronna Polski - obrona Westerplatte - bitwa graniczna - obrona Wizny - obrona Warszawy - bitwa nad Bzurą - bitwa pod Tomaszowem Lubelskim - bitwa pod Kockiem                                                                                       | Polska                                                                   | III Rzesza · Słowacja · ZSRR (od 17 września) | upadek II RP                                                                          |
| 1939–1945 - 1939–1940 - 1940 - 1942–1943 - 1943–1944 - 1944                                                  | II wojna światowa – polski ruch oporu - walki oddziału mjr Hubala - powstanie czortkowskie - powstanie zamojskie - Akcja „Burza” - powstanie warszawskie | Polskie Państwo Podziemne                                                | III Rzesza · Generalne Gubernatorstwo | Wynik nierostrzygnięty, sukces powstania zamojskiego i częściowy sukces akcji "Burza" |
| 1939–1945 - 1939–1945 - 1940 - 1940 - 1940 - 1940 - 1941–1945 - 1941 - 1942 - 1944 - 1944–1945 - 1944 - 1944 | II wojna światowa – Zachód - bitwa o Atlantyk - kampania norweska - bitwa o Narwik - kampania francuska - bitwa o Anglię - kampania śródziemnomorska - obrona Tobruku - bitwa pod Gazalą - bitwa o Monte Cassino - front zachodni - bitwa pod Falaise - operacja Market Garden | RP na uchodźstwie · Wielka Brytania · Francja · Stany Zjednoczone · inne | III Rzesza · Włochy | konferencja poczdamska                                                                |
| 1943–1945 - 1943 - 1944 - 1945 - 1945 - 1945                                                                 | II wojna światowa – Wschód - bitwa pod Lenino - bitwa pod Studziankami - bitwa o Kołobrzeg - bitwa o Berlin - bitwa pod Budziszynem | ZSRR · KRN/PKWN/RP                                                       | III Rzesza | konferencja poczdamska                                                                |
| 1942–1947 - 1943 - 1943–1944 - 1943–1944 - 1944 - 1944 - 1945 - 1945–1946                                    | walki z partyzantką ukraińską - Obrona Huty Stepańskiej i Wyrki - Obrona Huty Starej - Obrona Przebraża - Obrona Hanaczowa - bitwa pod Leszczawą Górną - Bitwa pod Mrzygłodami i Gruszką - I, II i III atak na Birczę                                                          | Rzeczpospolita Polska · ZSRR · Czechosłowacja                            | Ukraińska Powstańcza Armia · III Rzesza · Polska antykomunistyczna partyzantka | stłumienie partyzantki                                                                |
| 1944–1956 - 1945                                                                                             | walki z partyzantką antykomunistyczną - obława augustowska | Rzeczpospolita Polska · ZSRR                                             | WiN, NIE, NZW, inne | stłumienie partyzantki                                                                |
| 1944–1949 | walki z partyzantką niemiecką (nazistowską) | Rzeczpospolita Polska · ZSRR                                             | Werwolf, inne | stłumienie partyzantki                                                                |
| 1945 | potyczka graniczna o ziemię kłodzką | Rzeczpospolita Polska                                                    | Czechosłowacja | nierozstrzygnięta                                                                     |
| 1968 | interwencja Układu Warszawskiego w Czechosłowacji | ZSRR · Polska · Węgry · Bułgaria                                         | Czechosłowacja | stłumienie praskiej wiosny                                                            |
| 1994–1995 | Operacja Uphold Democracy | Stany Zjednoczone · Polska · Argentyna                                   | Haiti | Zwycięstwo koalicji Stanów Zjednoczonych.                                             |
| 2002–2021 - 2002–2021 - 2007 - 2009                                                                          | interwencja NATO w Afganistanie - - operacja Achilles - operacja Orle Pióro | Stany Zjednoczone · Afganistan · Polska · NATO                           | Al-Ka’ida · Talibowie · Afganistan (2001) | Zawarcie pokoju z Talibami. Wycofanie się wojsk koalicji z Afganistanu                |
| 2003 - 2003–2008 - 2004 - 2007                                                                               | II wojna w Zatoce Perskiej - wojna w Iraku - bitwa o City Hall - operacja Czarny Orzeł | Stany Zjednoczone · Irak · Polska                                        | Al-Ka’ida · Państwo Islamskie · Irak (2003) · Iraccy rebelianci | Stabilizacja sytuacji. Wycofanie się wojsk Polskich z Iraku i utworzenie PKW Irak.    |
| 2012–2014 - 2013–2014                                                                                        | Wojna domowa w Mali - Operacja Serwal | Francja · Mali · Czad · Polska · Hiszpania · Niemcy · Wielka Brytania    | Ansar ad-Din (Obrońcy Wiary) · Al-Ka’ida Islamskiego Maghrebu (AQIM) · Ruch na rzecz Jedności i Dżihadu w Afryce Zachodniej (MUJAO) · Azawad · Narodowy Ruch Wyzwolenia Azawadu (MNLA) | Rozwiązanie Azawadu                                                                   |